# Friedrich Hebbel
Christian Friedrich Hebbel (Wesselburen, 18 de março de 1813 – Viena, 13 de dezembro de 1863) foi um poeta alemão.

## Obras
A primeira edição histórico-crítica de suas Obras Completas em 12 vols., de Richard Maria Werner , foi impressa em Berlim pela Behr entre 1901 e 1903.

### Tragédias
- Judith (1840)
- Genoveva (1843)
- María Magdalena (1843)
- Herodes y Mariamna (1849)
- Michelangelo (1850)
- Julia (1851)
- Inés Bernauer (1852)
- Giges y su anillo (1856)
- Los Nibelungos (1862), trilogia (Siegfried, Siegfrieds Tod y Kriemhilds Rache)
- Demetrius (1864)

### Comédias
- Una tragedia en Sicilia (1845)
- El diamante (1847)
- El rubí (1850)

### Lírica
- Madre e hijo (1859)